# Богденешть (Фелчу, Васлуй)
Богденешть, Богденешті (рум. Bogdănești) — село у повіті Васлуй в Румунії. Входить до складу комуни Фелчу.
Село розташоване на відстані 256 км на північний схід від Бухареста, 51 км на південний схід від Васлуя, 107 км на південь від Ясс, 93 км на північ від Галаца.

## Населення
За даними перепису населення 2002 року у селі проживали 672 особи, усі — румуни. Усі жителі села рідною мовою назвали румунську.